# Jüdischer Friedhof (Stahle)

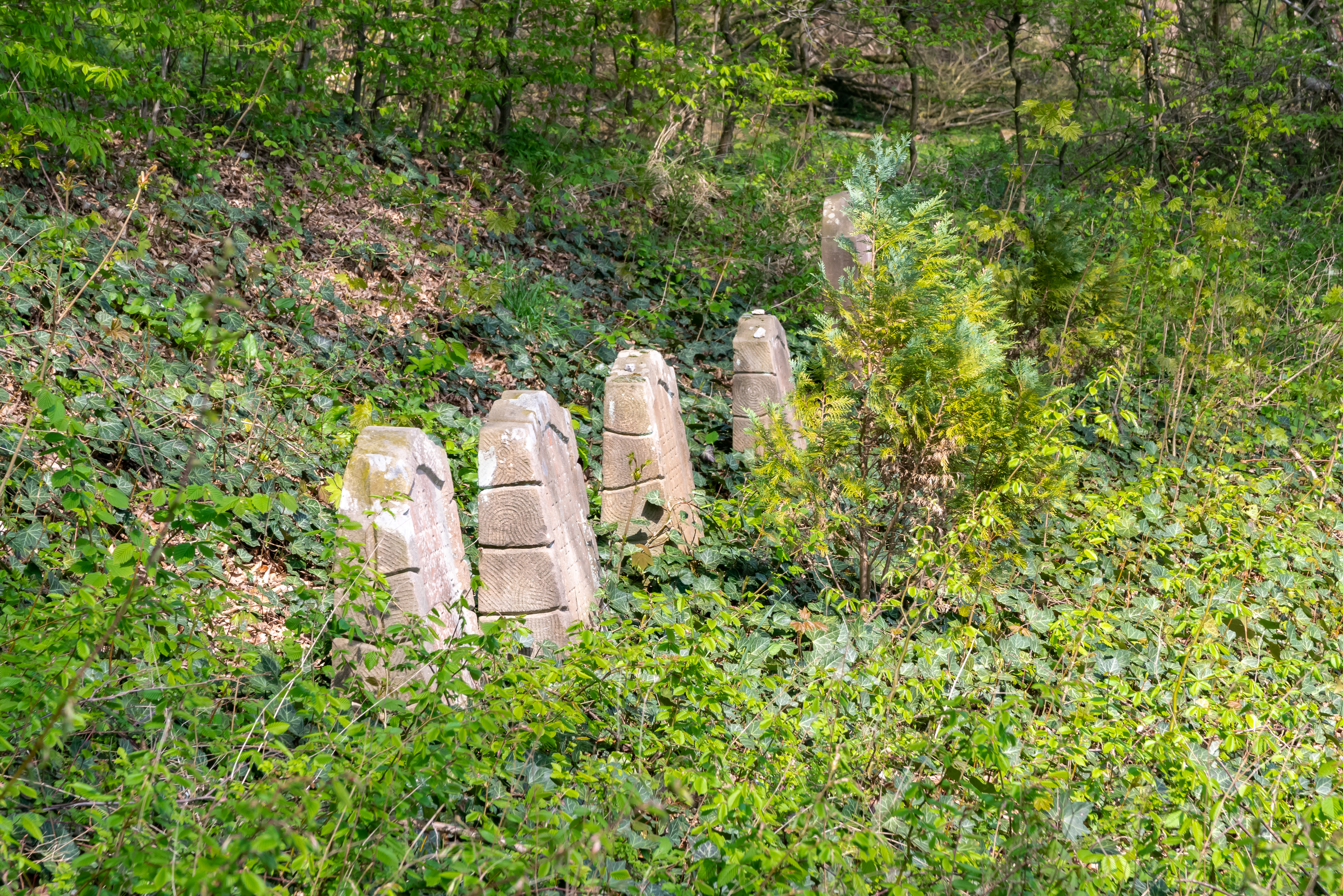
Jüdischer Friedhof in Stahle

Der Jüdische Friedhof Stahle befindet sich in der Ortschaft Stahle der Stadt Höxter in Nordrhein-Westfalen. Als jüdischer Friedhof ist er ein Baudenkmal.
Auf dem Friedhof, der im Orttal gegenüber dem Hotel Kiekenstein an der Bundesstraße nach Hameln liegt, sind fünf Grabsteine erhalten.
Der Friedhof wurde vom 18. bis zum 19. Jahrhundert belegt.